# I Think I'm Paranoid
I Think I'm Paranoid är en sång av Garbage, utgiven som singel den 6 juli 1998. "I Think I'm Paranoid" nådde andraplatsen på UK Independent Singles and Albums Charts.

## Låtlista
Singel (7")
1. "I Think I'm Paranoid"
2. "Deadwood"

## Medverkande
- Shirley Manson – sång
- Steve Marker – gitarr
- Duke Erikson – gitarr
- Butch Vig – trummo